# Шикова (річка)
Шикова — річка в Україні (Чернівецька область, Сторожинецький район) та Румунії. Ліва притока Сучави (басейн Дунаю).

## Опис
Довжина річки приблизно 9 км. Формується з багатьох безіменних струмків.

## Розташування
Бере початок на південному сході від присілка Красноїльська. Тече переважно на південний схід через українсько-румунський кордон та село Верхній Віков і впадає у річку Сучаву, праву притоку Серету.